# بيرثي هانسن
بيرثي هانسن هي راكبة الكنو دنماركية، ولدت في 8 يونيو 1944.

## وصلات خارجية
- بيرثي هانسن على موقع أوليمبيديا (الإنجليزية)